# Arthur von Ungern-Sternberg
Arthur Karl Konstantin von Ungern-Sternberg (* 31. Januar 1885 in Korast, Gouvernement Livland; † 11. Juli 1949 in Gera) war ein deutscher Theologe und evangelisch-lutherischer Superintendent.

## Leben
Von Ungern-Sternberg studierte von 1903 bis 1907 Evangelische Theologie an der Kaiserlichen Universität Dorpat. Im Jahre 1917 wurde er zum Pfarrer ordiniert und als Magister der Theologie zum Pfarrer und später Oberpfarrer von Brüheim berufen. In den 1920er Jahren erfolgte seine Promotion zum Doktor der Theologie.
Von Ungern-Sternberg öffnete sich völkisch-antisemitischen Überzeugungen und schloss sich der Kirchenbewegung der Deutschen Christen an und wurde 1939 Superintendent von Ronneburg (Thüringen). Ende 1941 wurde er auf einer Liste Neuer Mitarbeiter des Eisenacher Instituts zur Erforschung und Beseitigung des jüdischen Einflusses auf das deutsche kirchliche Leben aufgeführt. Noch im Januar 1945 gehörte er zu den Thüringer Pröpsten, die den DC-Kirchenpräsidenten Hugo Rönck dazu drängten, den Bischofstitel anzunehmen. Aufgrund des Gesetzes zur Überprüfung der Pfarrerschaft und der Verwaltung der Thüringer evangelischen Kirche (Reinigungsgesetz) vom 12. Dezember 1945 wurde Ungern-Sternberg aus dem Pfarrdienst entlassen und die Dienstbezeichnung „Superintendent im Wartestand“ wurde ihm aberkannt. Er wurde aber zunächst kommissarisch als Pfarrer in Ronneburg weiterbeschäftigt, ab dem 1. Dezember 1947 wurde er dann wieder offiziell als Pfarrer in Niederpöllnitz eingesetzt.

## Werke
- Der traditionelle alttestamentliche Schriftbeweis „de Christo“ und „de evangelio“ in der alten Kirche bis zur Zeit Eusebs von Caesarea. Halle a. S. : Niemeyer 1913
- Freiheit und Wirklichkeit. Schleiermachers philosophischer Reifeweg durch den deutschen Idealismus, Gotha 1931
- Schleiermachers völkische Botschaft aus der Zeit der deutschen Erneuerung, Gotha 1933